# Kannout
Kannout je česká rocková hudební skupina z Jihlavy. Frontmankou skupiny je zpěvačka Lara. 

## Historie
Jihlavský hudební projekt Kannout vznikl v roce 2014. Název byl odvozen od slova kanout a má poukazovat na volně plynoucí muziku. V roce 2015 skupina nahrával své první EP Samoty. V roce 2018 skupina vydala prvni LP Soma v ústecké produkci Jana Brambůrka.

## Složení skupiny
- Lara (Gabriela Strašilová) – zpěv, recitace
- Pavel Dvořáček – basová kytara
- Radek Čáp – el. kytara
- Jakub Žáček – bicí

## Diskografie
- Samoty (2015)
- Poslední Iris (2016)
- Soma (2018)